# 和谐号CRH5型电力动车组

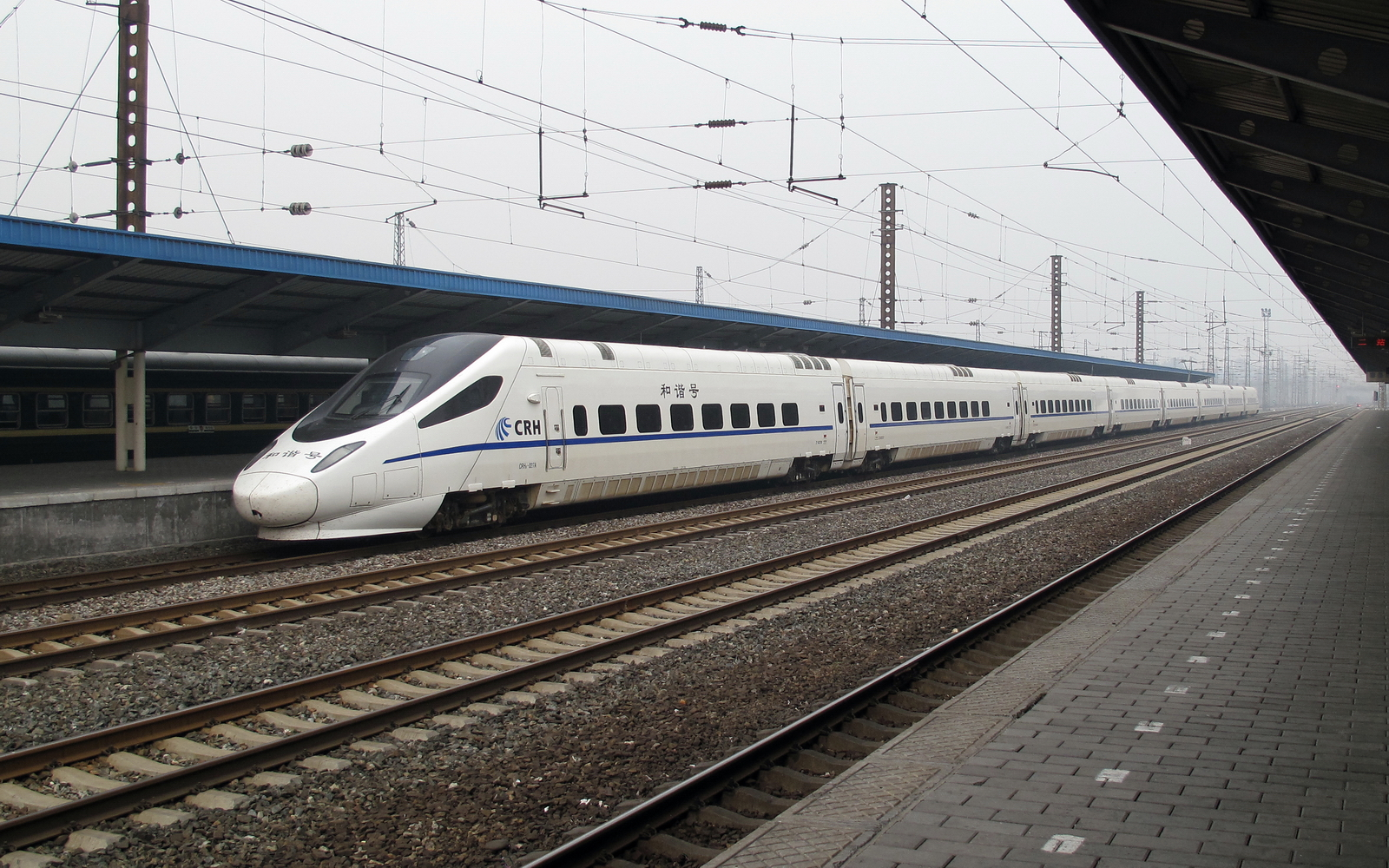
经停秦皇岛站的CRH5型动车组

经停门源站的CRH5G型动车组

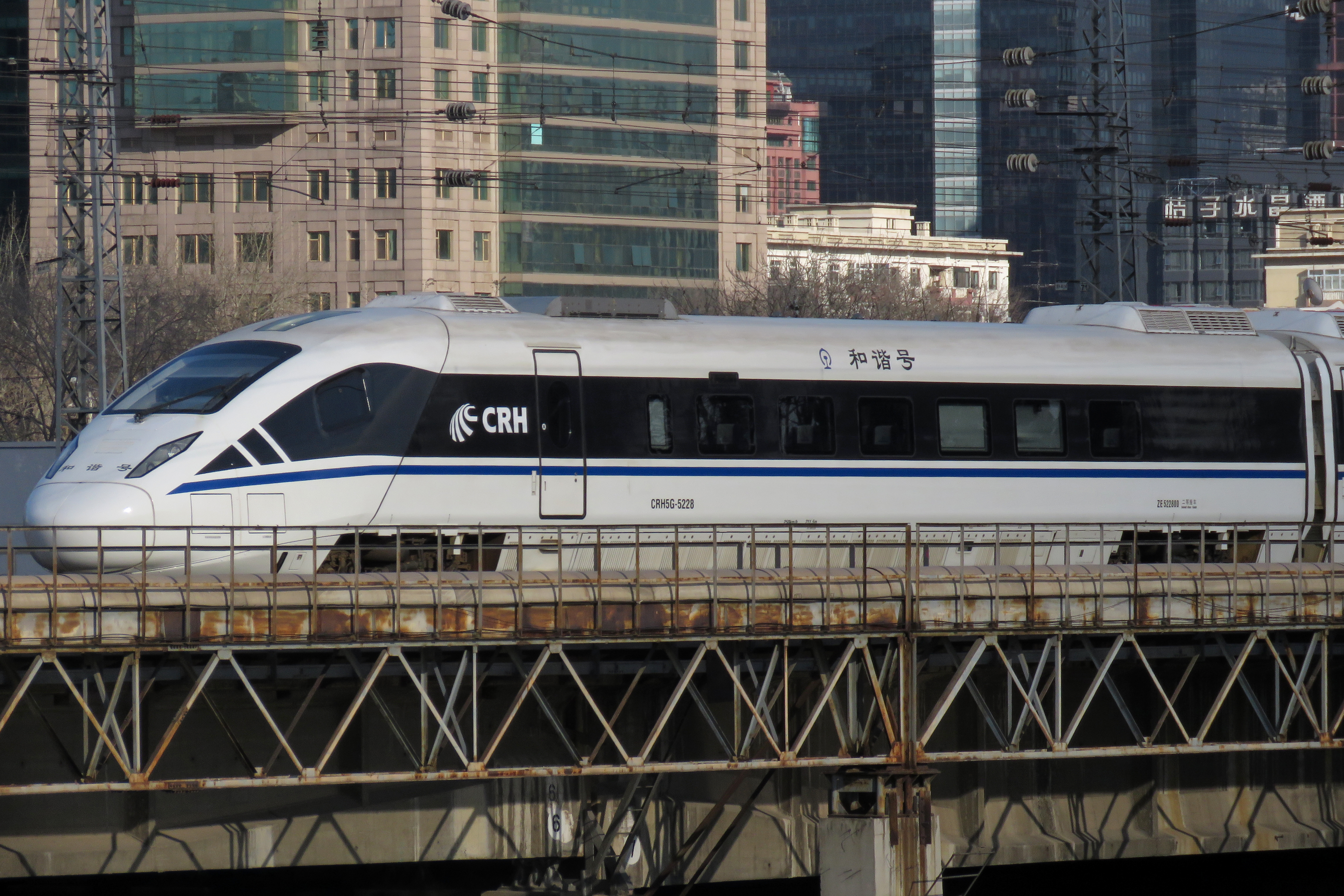
进入北京站的新型CRH5G动车组

和谐号CRH5型电力动车组，是中华人民共和国铁道部为实行中国铁路第六次大提速，向法国阿尔斯通和中国北车集团长春轨道客车股份有限公司订购的CRH系列高速动车组车款之一。中国鐵道部将所有引进国外技术、联合设计生产的中国铁路高速車輛均命名為和谐号。

## 简介
CRH5型电力动车组采用动力分散式设计，有别於TGV的动力集中式设计，是以法国阿尔斯通的Pendolino宽体摆式列车为基础，但取消装设摆式功能，而车体以意大利铁路的ETR600/610動車組为原型。
2004年8月，鐵道部展開為用於中國鐵路第六次大提速、時速200公里級別的第一輪高速動車組技術引進招標，阿尔斯通是中标厂商之一，获得了60组高速列车的订单。2004年10月10日，铁道部和阿尔斯通正式签订总值6.2亿欧元的合同。根据合同，阿尔斯通将7项高速列车的关键技术转移给中国，并有3组列车会在阿尔斯通位于意大利的工厂组装，并完整付运予中国；另有6组以散件形式付运，由中方负责组装；其余51组通过法国的技术转移，由长春轨道客车在国内生产。
这批高速列车随后正式定型为CRH5A。动车组采用动力分散式，每列8节編組，共5節動車和3節拖車（5M3T），设计营运速度为250 km/h。列车可通过两组联挂方式增至16节。列车设有一等座车（ZY）、二等座车（ZE）、一等包座/二等座车（ZYE）和带酒吧的二等座车／餐车（ZEC）。其中一等座采用2+2方式布置，二等座为2+3布置。有23列CRH5A（編號为CRH5A-5001～CRH5A-5012、CRH5A-5043～CRH5A-5053）的一等、二等座椅不可回转。
首组CRH5A（CRH5—001A）列车于2006年12月11日从意大利萨维利亚诺登船运往中国，至2007年1月28日抵达大连港口。第一组由中国生产的CRH5A（CRH5—010A）已于2007年4月出厂。随着中国铁路第六次大提速的实施，CRH5A动车组于2007年4月18日起，正式运行于京哈线上。由於CRH5型動車組下線時間較晚（2007年3月），整體試運行時間不足，導致一些潛在問題沒有能夠在試驗中解決，而且CRH5是CRH动车组系列中唯一一款对原型车的进行了大幅度的改动，调试的难度较高，所以CRH5A型動車組在2007年4月起正式運營初期的故障率相對比CRH1及CRH2較高，例如制動系統、空調系統以及列車自動門的故障，甚至因此出现了中国铁路25G型客车代班D28次列车的现象。而在耐寒性方面，CRH5则比CRH1及CRH2优胜，其承受温度范围可达±40℃，因此大多数被安排於中国东北地区运用。
2007年4月2日，中國鐵道科學研究院与长春轨道客车签订了以CRH5型为基础的高速综合检测列车研制合同，开始高速综合检测列车的研制生产。2008年6月6日，第一列基于CRH5型的檢測車出厂，名为「0号高速综合检测列车」，编号CIT001，車身為黃色，與新幹線使用的「Doctor Yellow」类似，造价为3亿元人民币。同年7月1日开始在京津城际铁路试运行「0号高速综合检测列车」的检测范围包括了轨道、轮轨力、接触网、通信和信号系统等。
2009年7月，长春轨道客车再獲得鐵道部30列8輛編組的CRH5A型動車組新訂單（CRH5A-5061～CRH5A-5090） 。
2010年10月13日，長春軌道客車股份有限公司與北京鐵路局簽訂價值27億元、共20列的CRH5型動車組銷售合同（CRH5A-5091～CRH5A-5110）。
2011年4月，长春轨道客车再獲得北京铁路局的CRH5A型動車組新訂單（CRH5A-5111～CRH5A-5130），總值38.7億元人民幣，另外武汉铁路局又訂購了10列CRH5A型動車組（CRH5A-5131～CRH5A-5140），意味著中國北車集團生產的CRH5A型動車組正式打入中國南部地區的市場。
2013年4月，长春轨道客车再獲得中國鐵路總公司的CRH5A型動車組新訂單（CRH5G-5141～CRH5G-5150），將於蘭新鐵路运行。
自2014年7月1日起，所有CRH系列动车组編號均作出了更改，原編號為（CRH5—xxxA），現改為（CRH5A-5xxx），該日之後生產的动车组均依照新規定之格式定編號，並將高寒型正式命名為CRH5G、防風沙型正式命名為CRH5H，后CRH5H并入CRH5G。
2016年11月11日，CRH5的卧铺型CRH5E通过中国铁路总公司测试，成功获得批量生产资格。该款列车是中国首列抗高寒卧铺动车组。
2017年7月6日，CRH5G技术提升型抵达西安铁路局西安北动车所，将担当宝兰高铁开通后西安局加开的各次高铁列车。该型动车组专门针对兰新线的特点，通过改进使其在零下40℃的高寒条件下能正常运营，并具有抗风、沙、雨、雪、雾、紫外线等恶劣天气的能力。
2021年7月1日，乌鲁木齐至西安间开行的D2708/D2701次动车组列车升级为动卧列车，列车使用的是全路唯一的CRH5E型卧铺动车组型长编卧铺动车组车体,为兰新高铁跨新疆、甘肃、青海、陕西四省区开行的首对动卧列车。

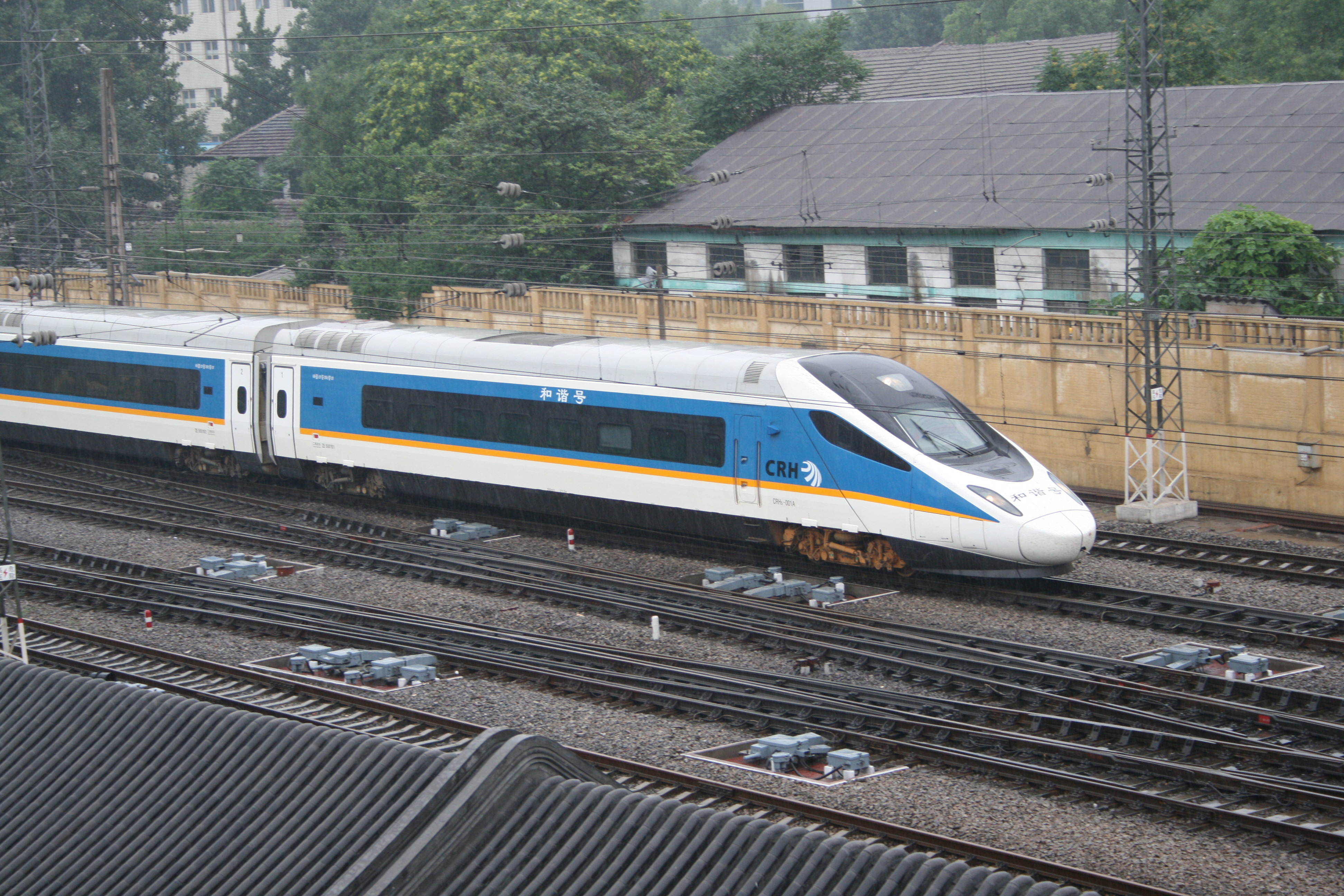
进口车CRH5-001A的原蓝色涂装，已改为白色涂装
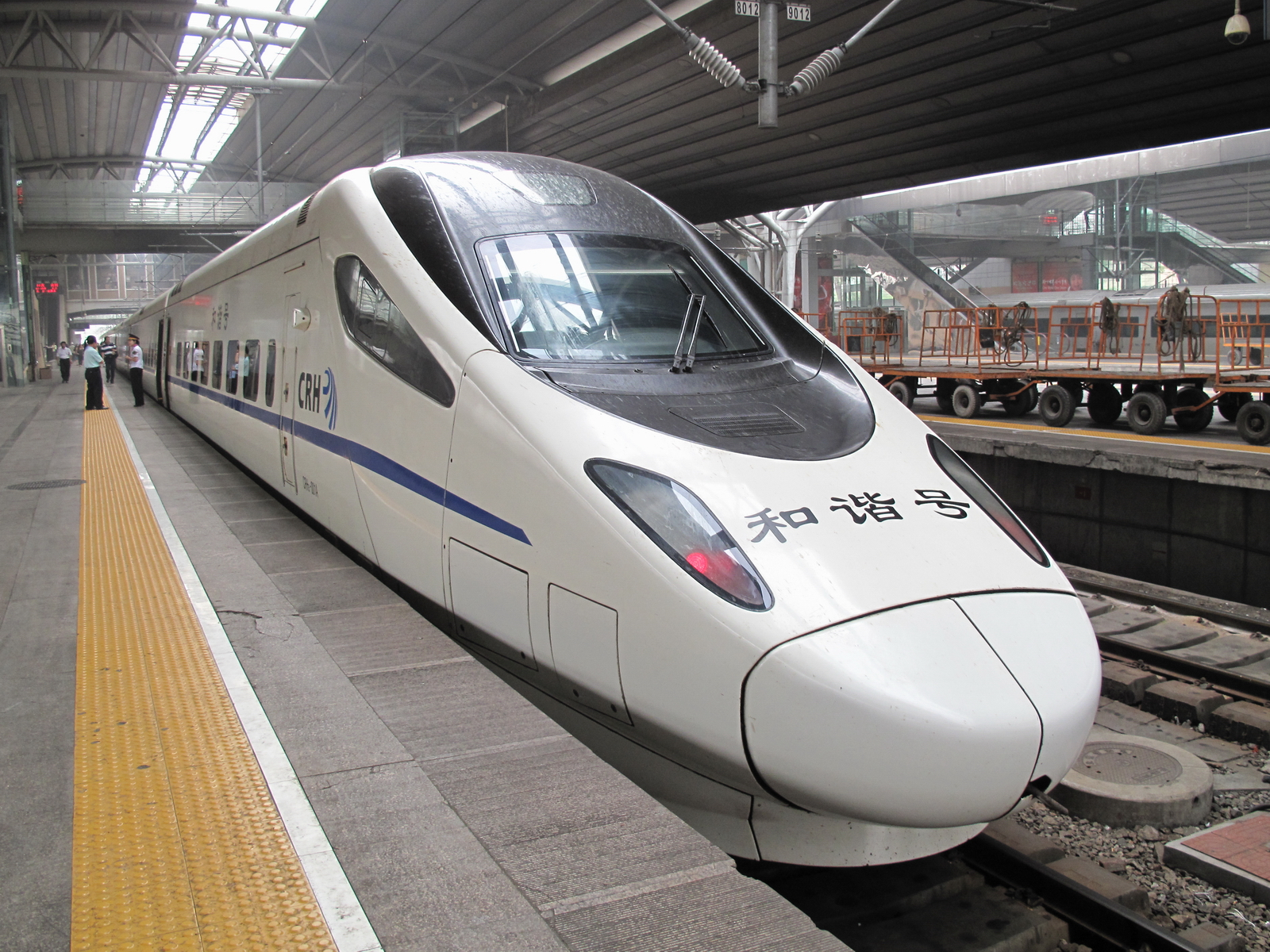
进口车CRH5-001A的白色涂装，正停靠北京站
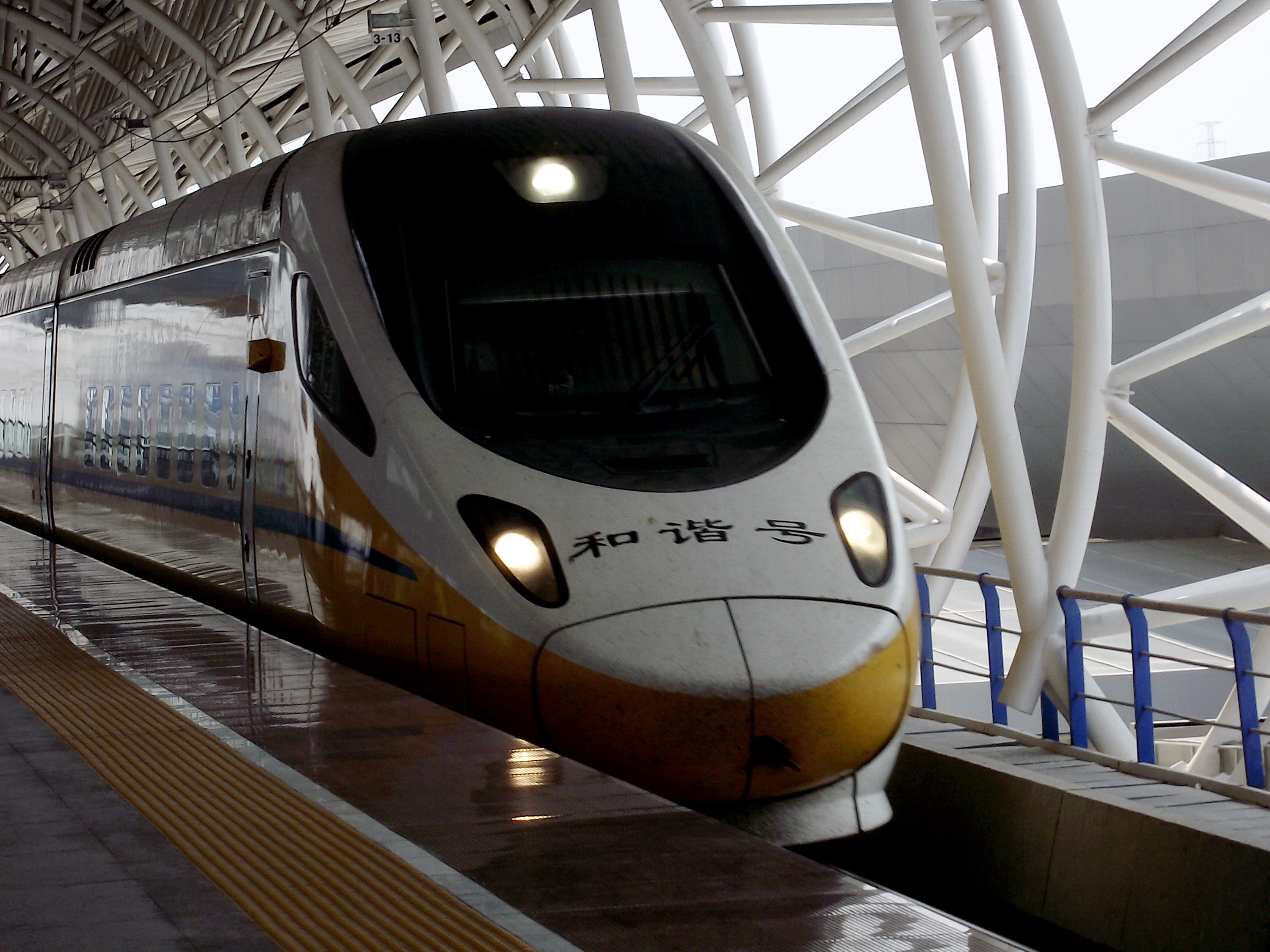
CIT001（0號高速綜合檢測列車）
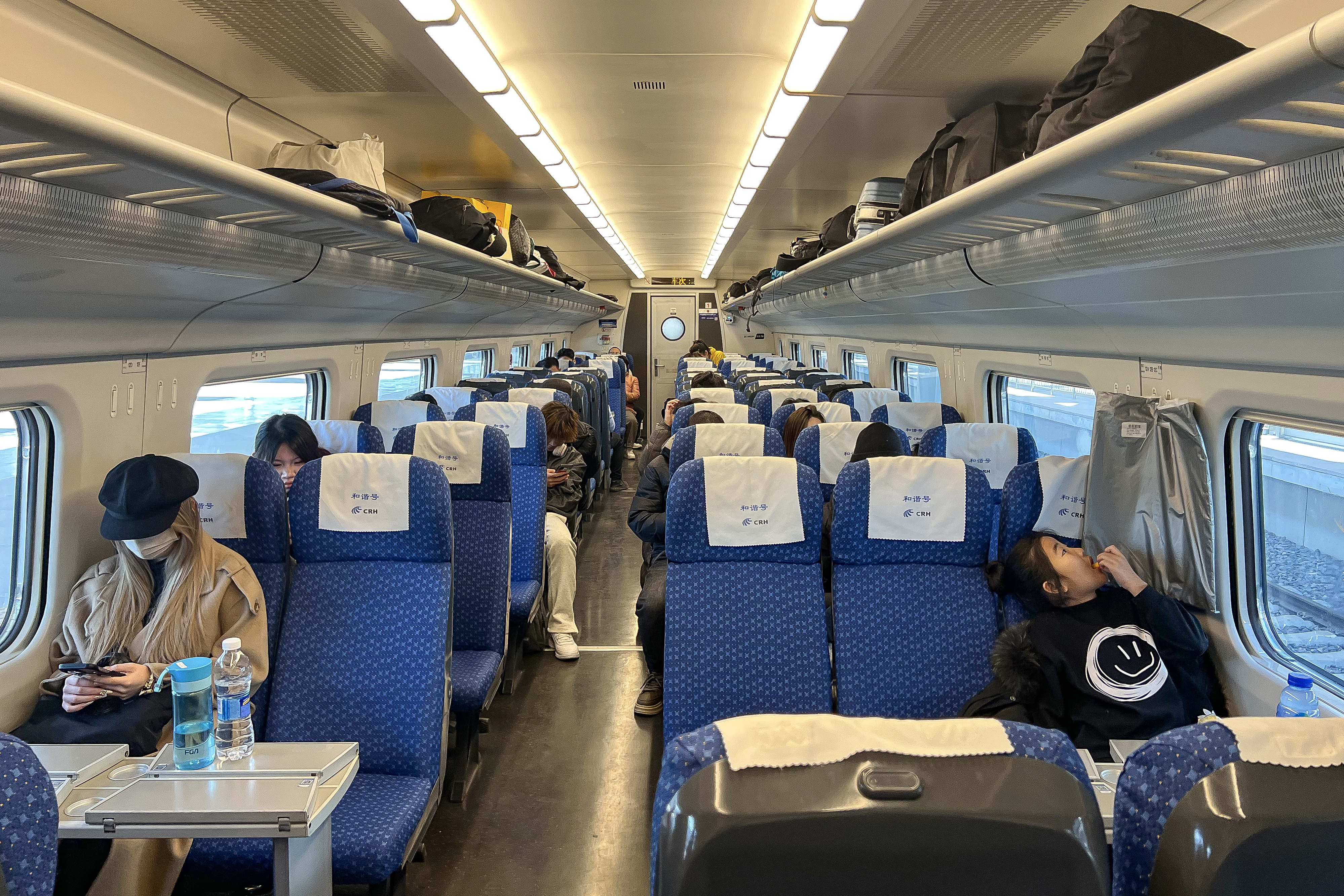
前期CRH5A动车组1车（二等座）内饰
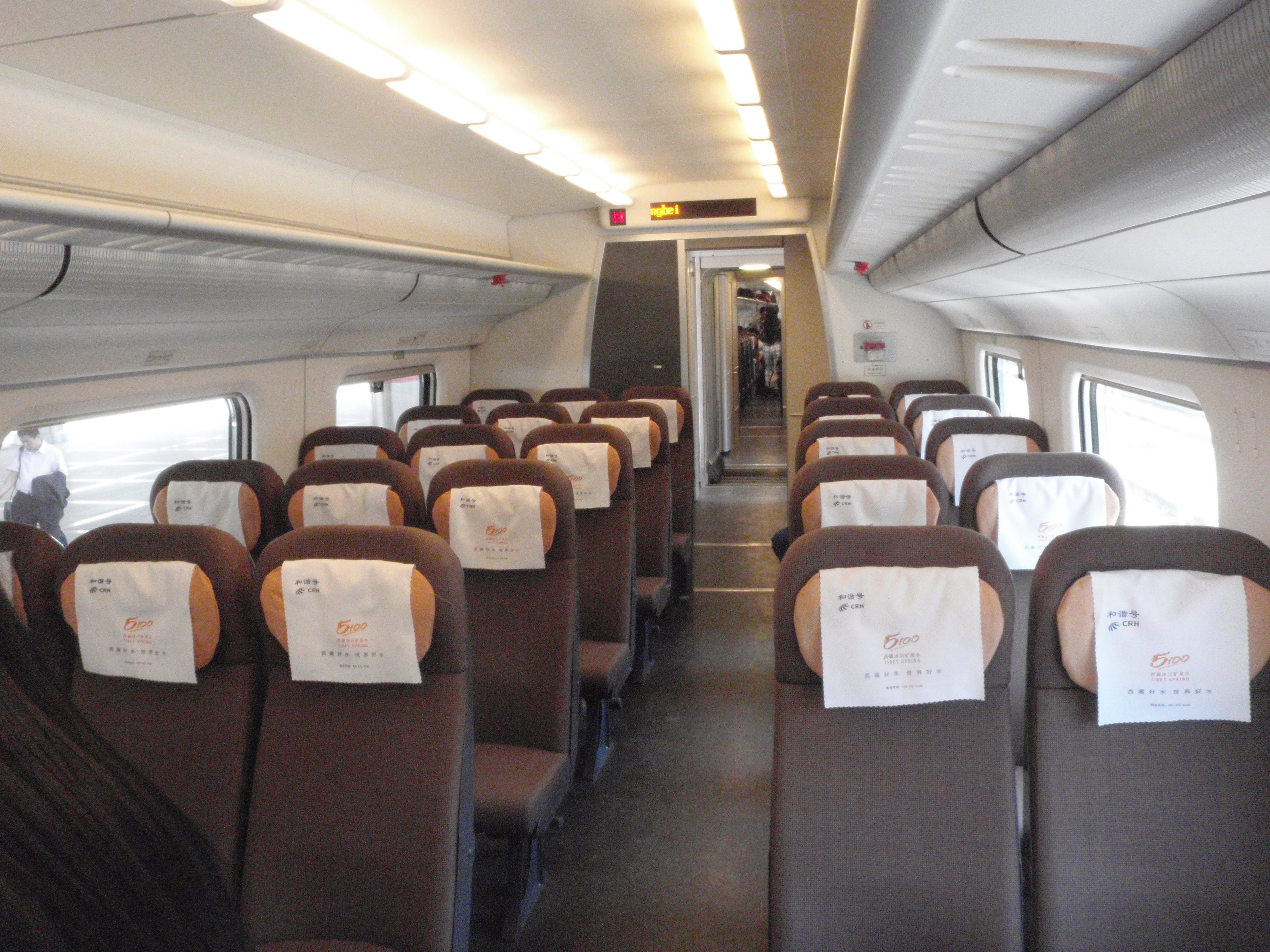
前期CRH5A动车组二等座车（固定座椅的批次列车）
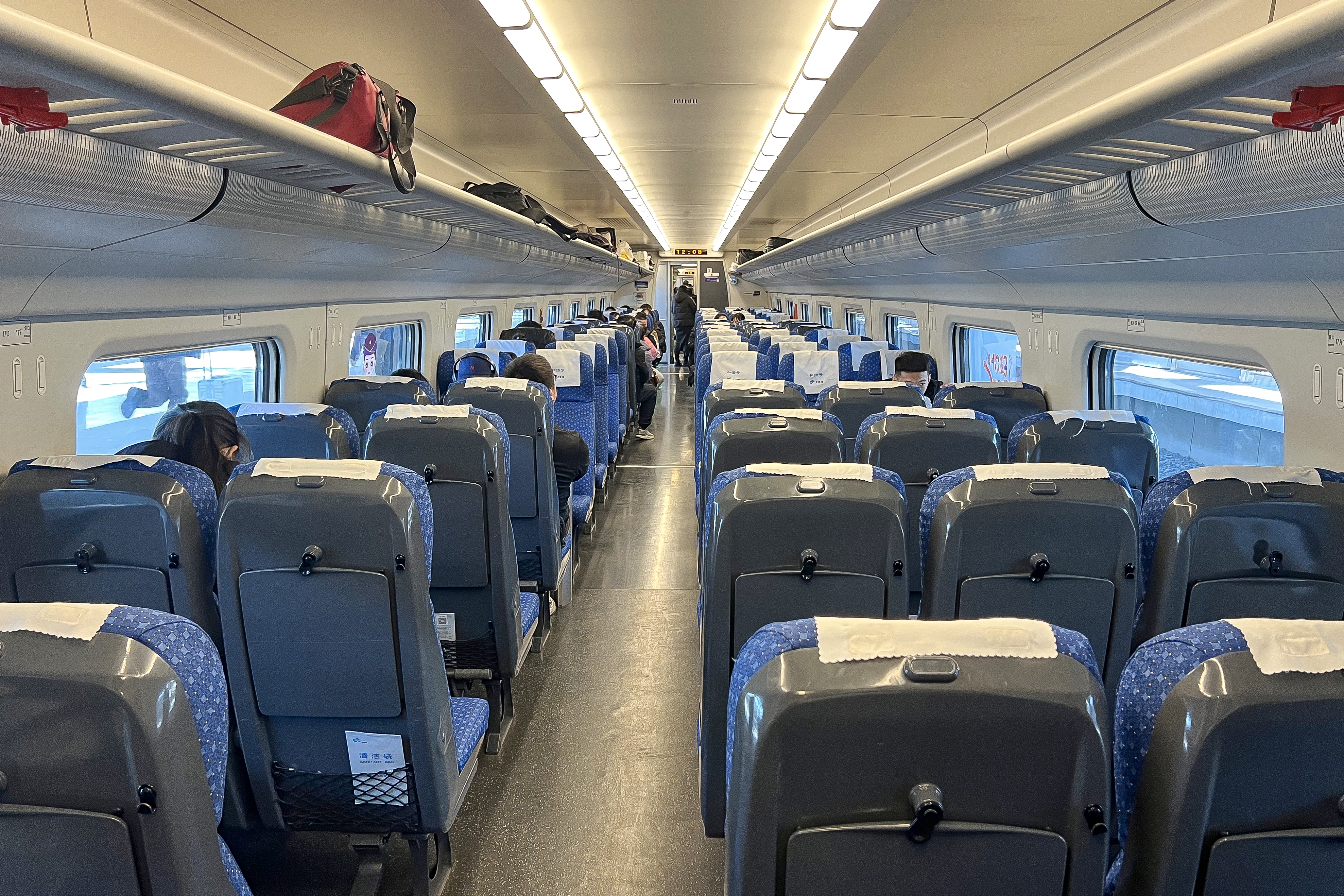
前期CRH5A动车组二等座车（固定座椅的批次列车）
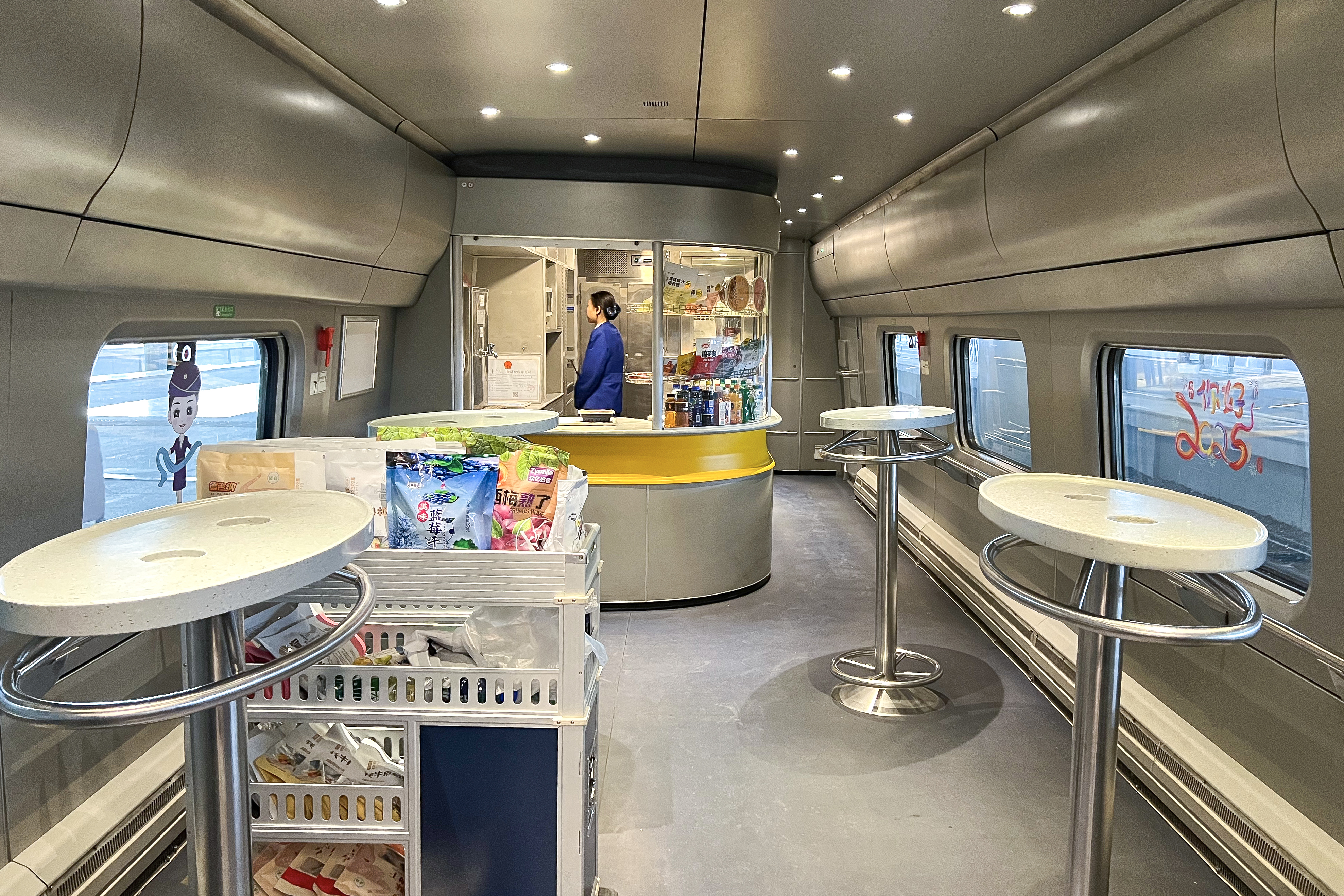
前期CRH5A动车组6车餐吧
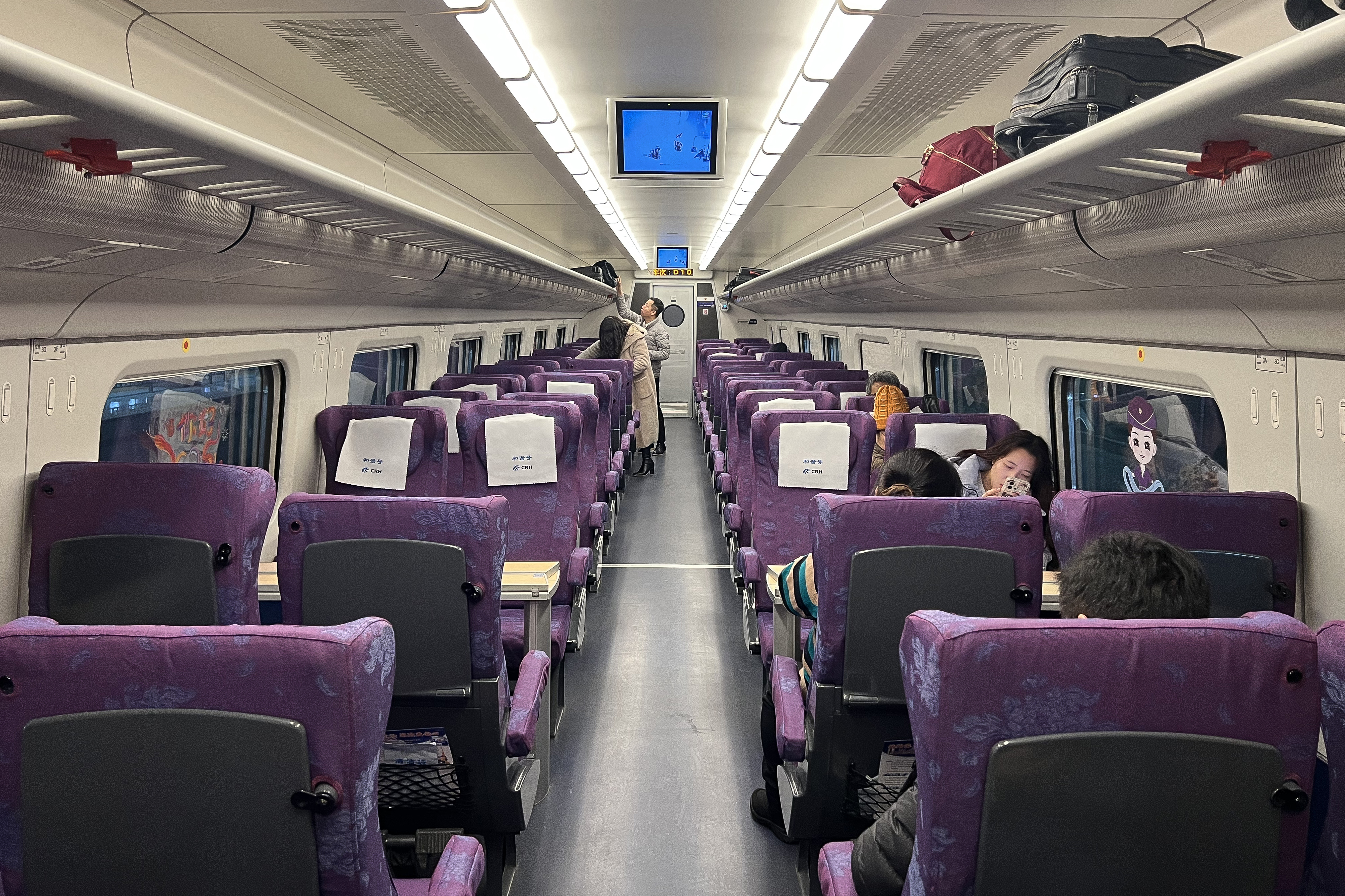
前期CRH5A动车组8车（一等座）内饰
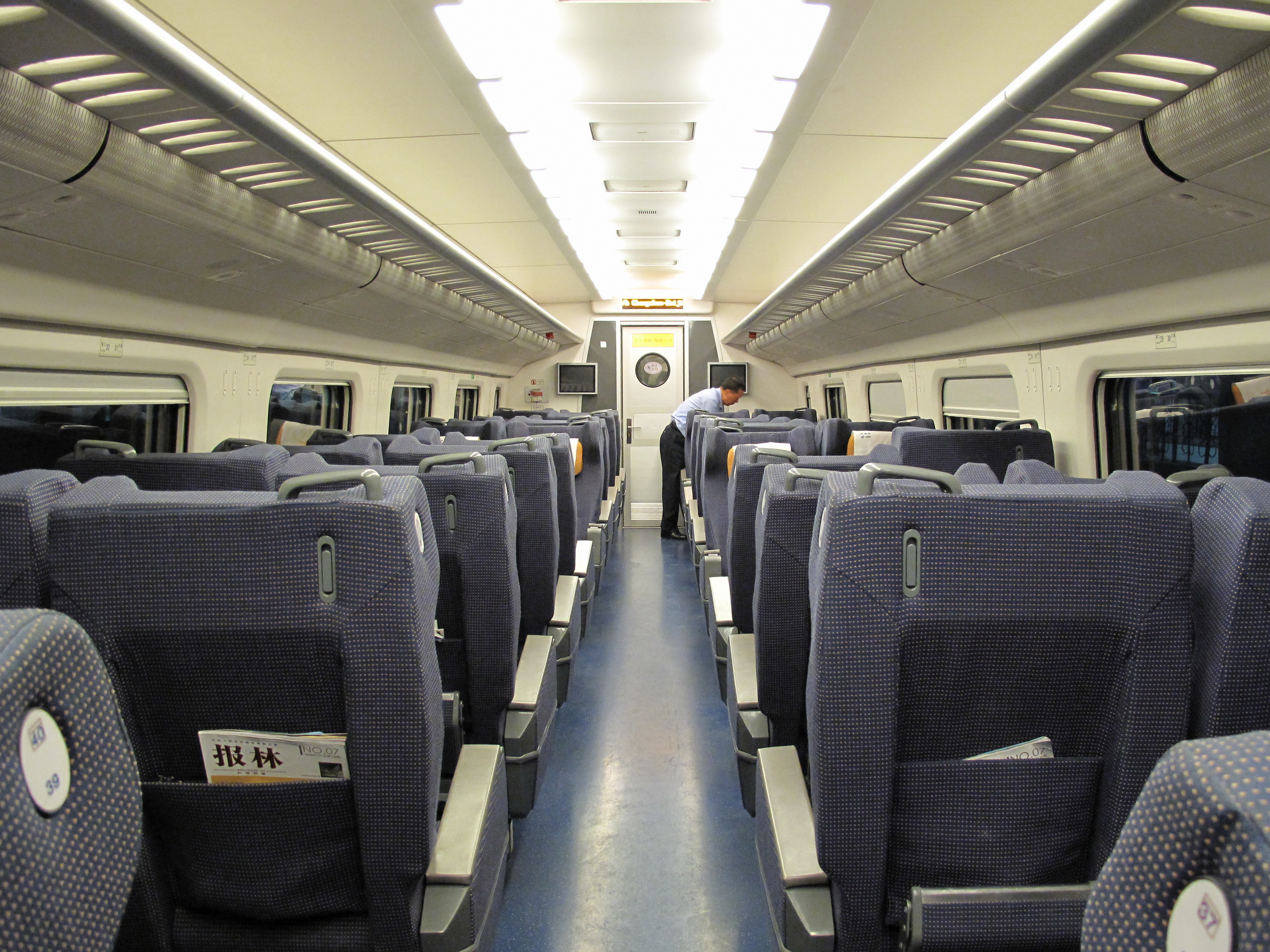
后期CRH5A动车组一等座车
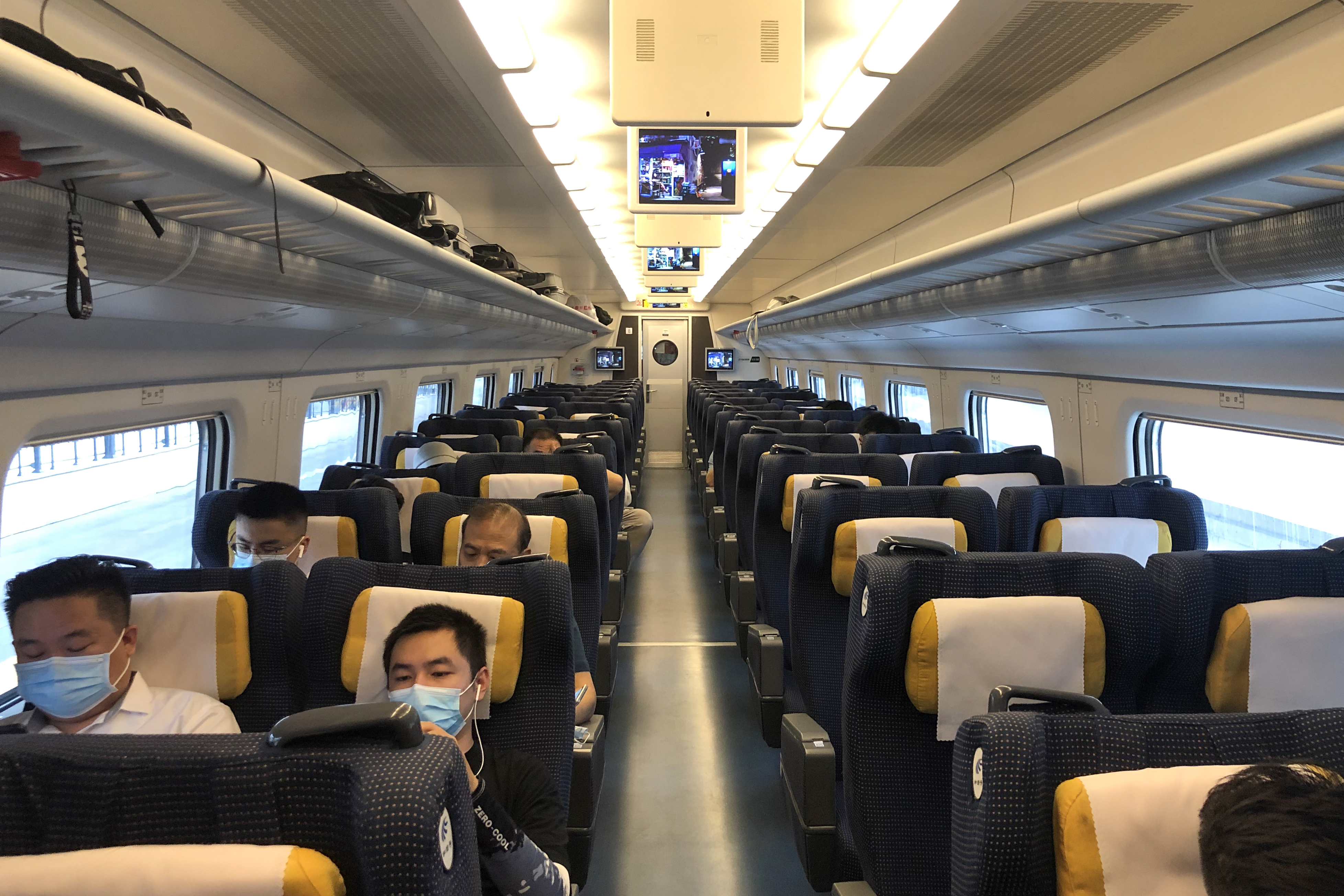
后期CRH5A动车组一等座车
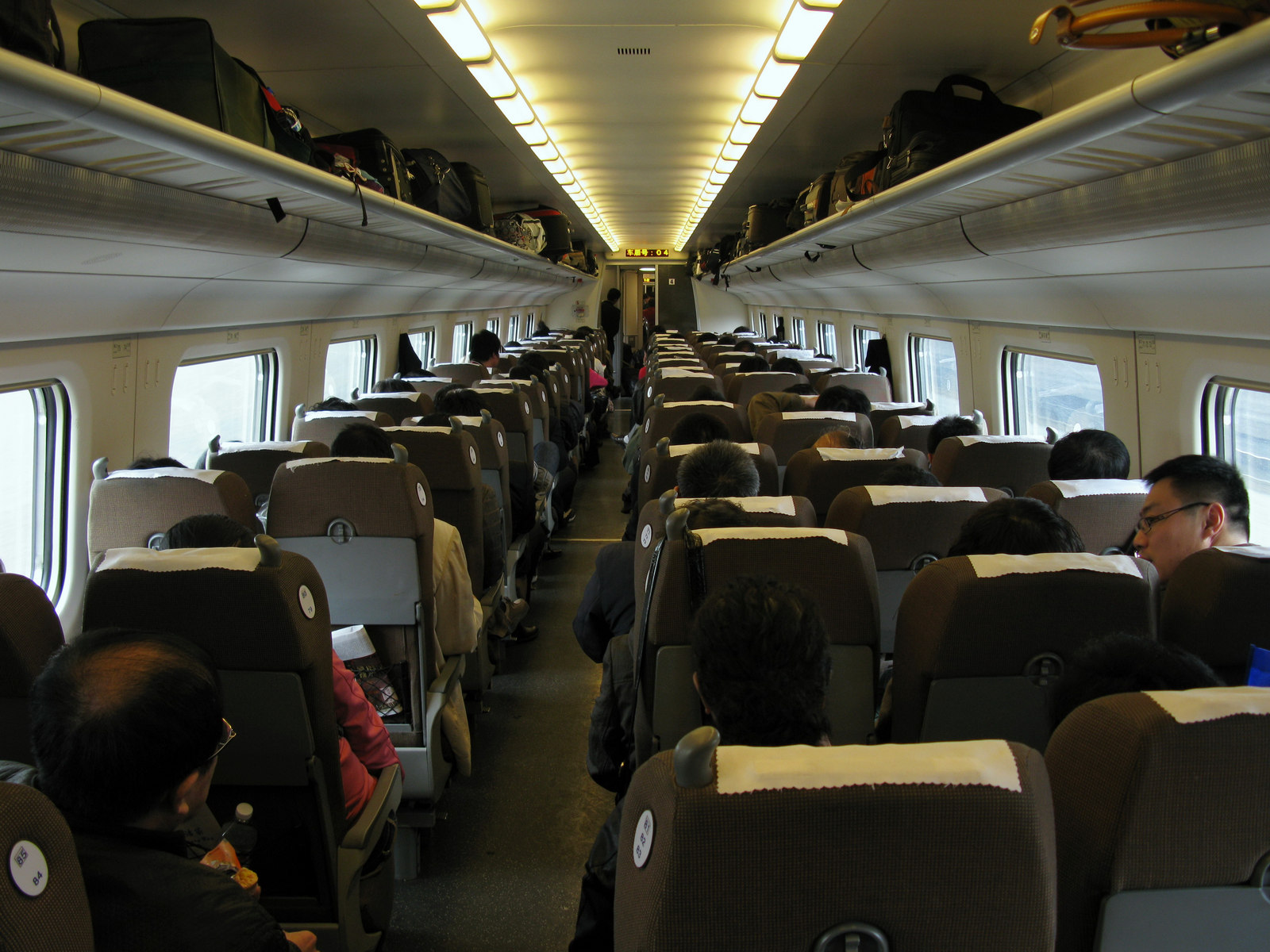
后期CRH5A动车组二等座车
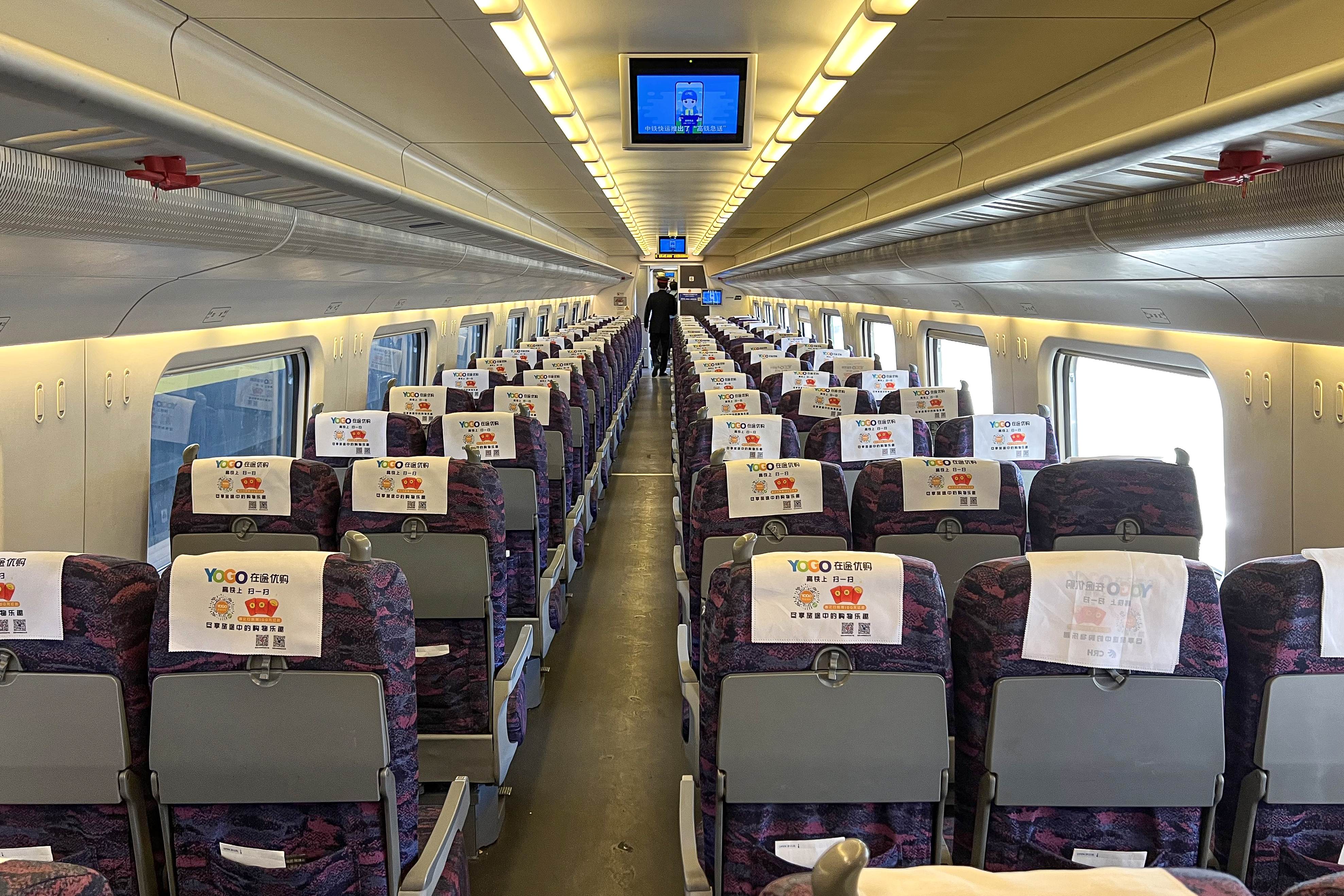
CRH5G动车组二等座车
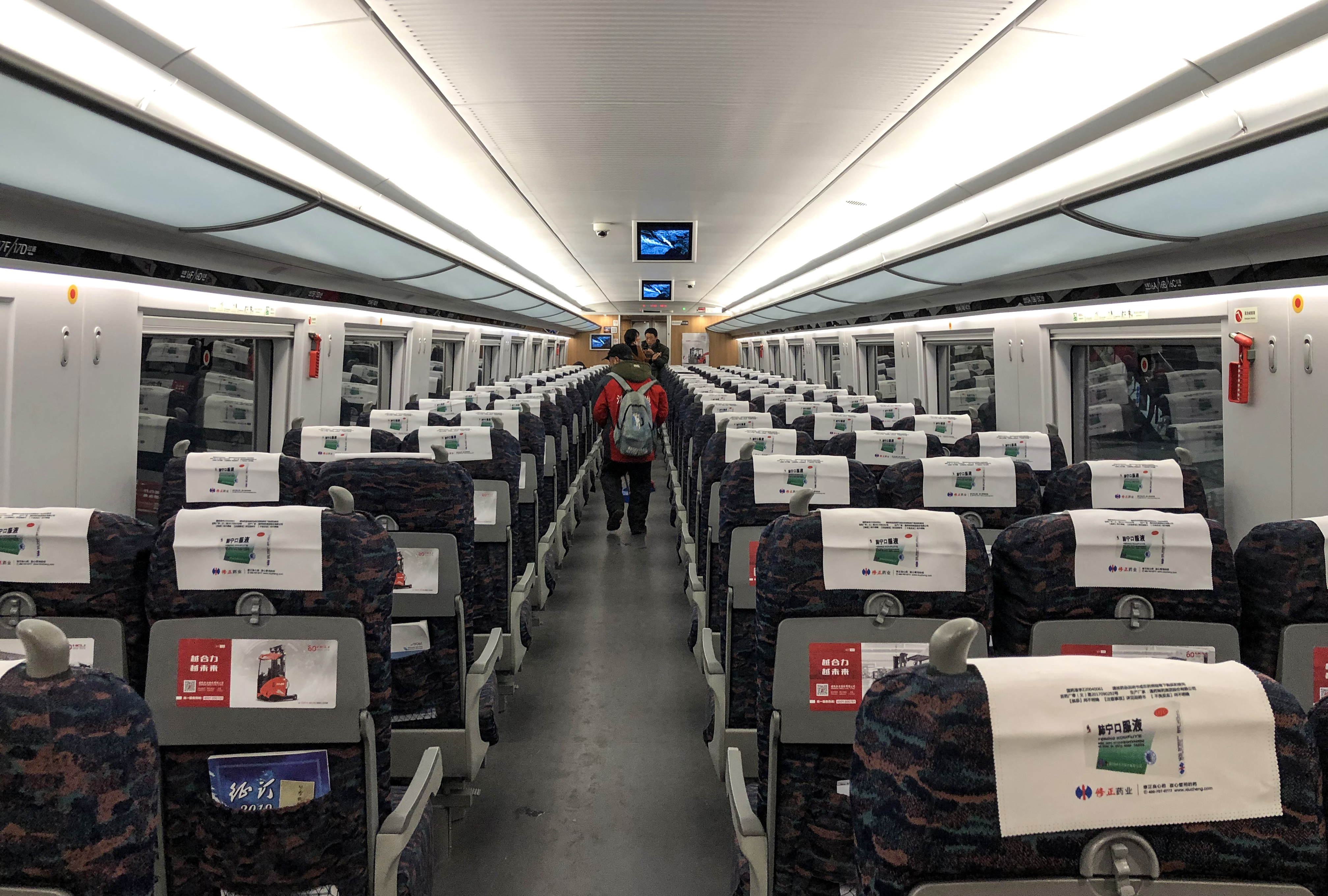
新CRH5G二等座车
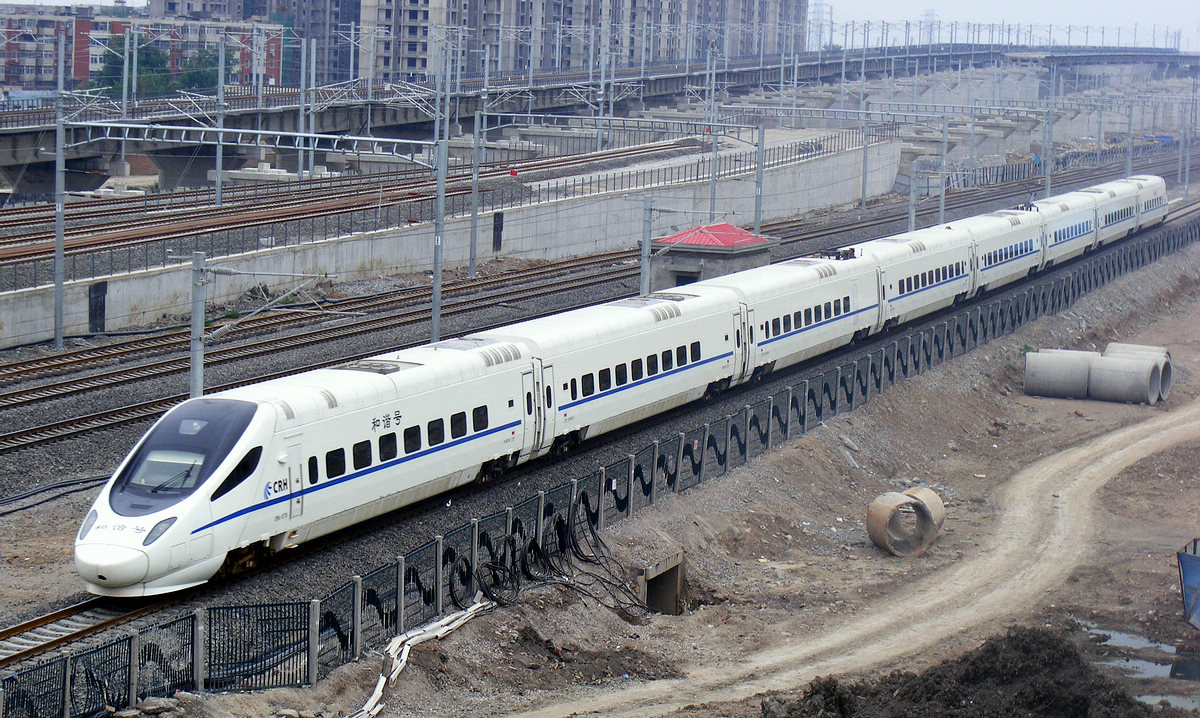
曾经运行于京沪线上的CRH5动车组，运行于北京南站与济南站、青岛站之间
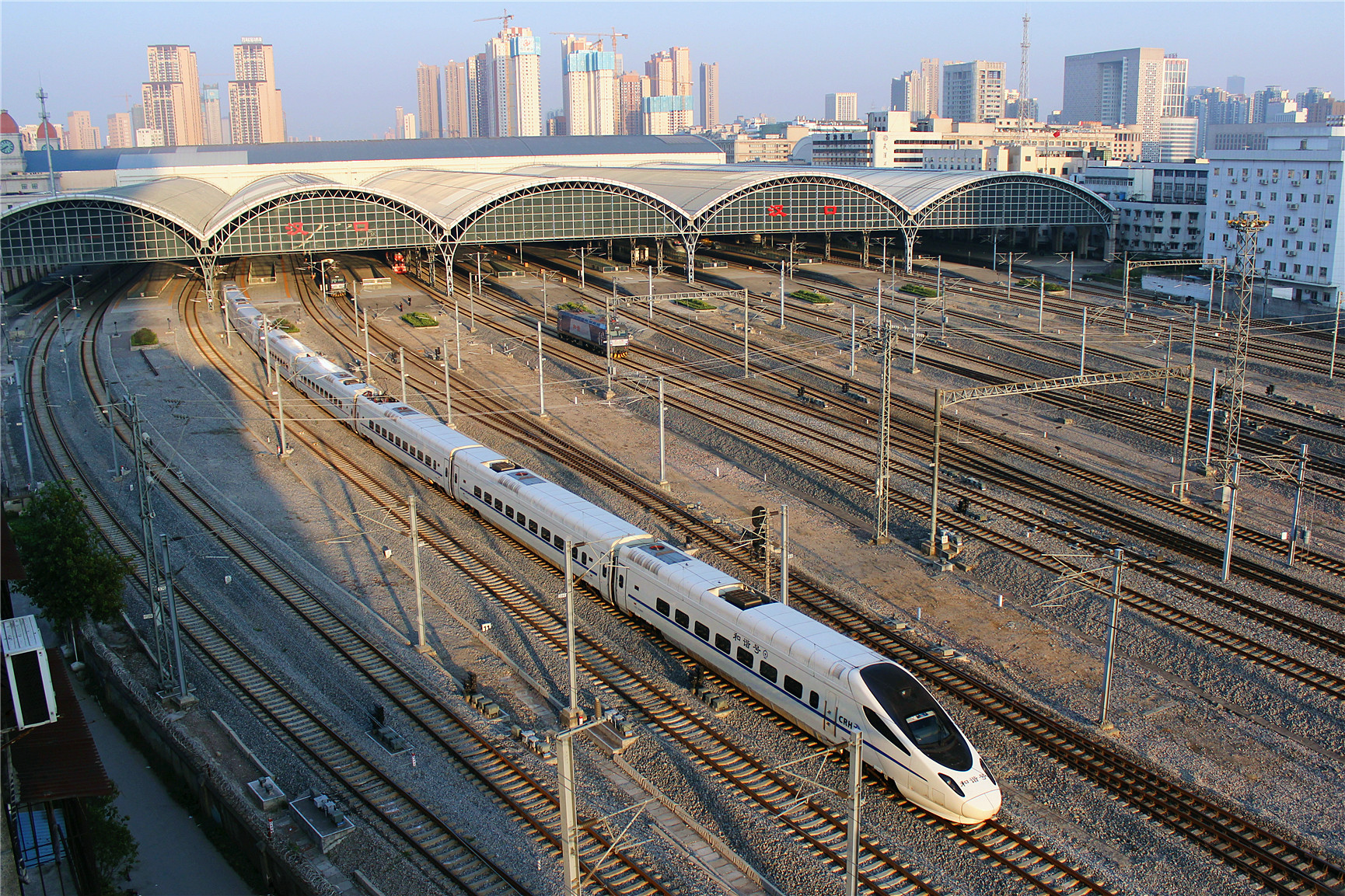
配属武汉铁路局的CRH5A动车组于汉口站
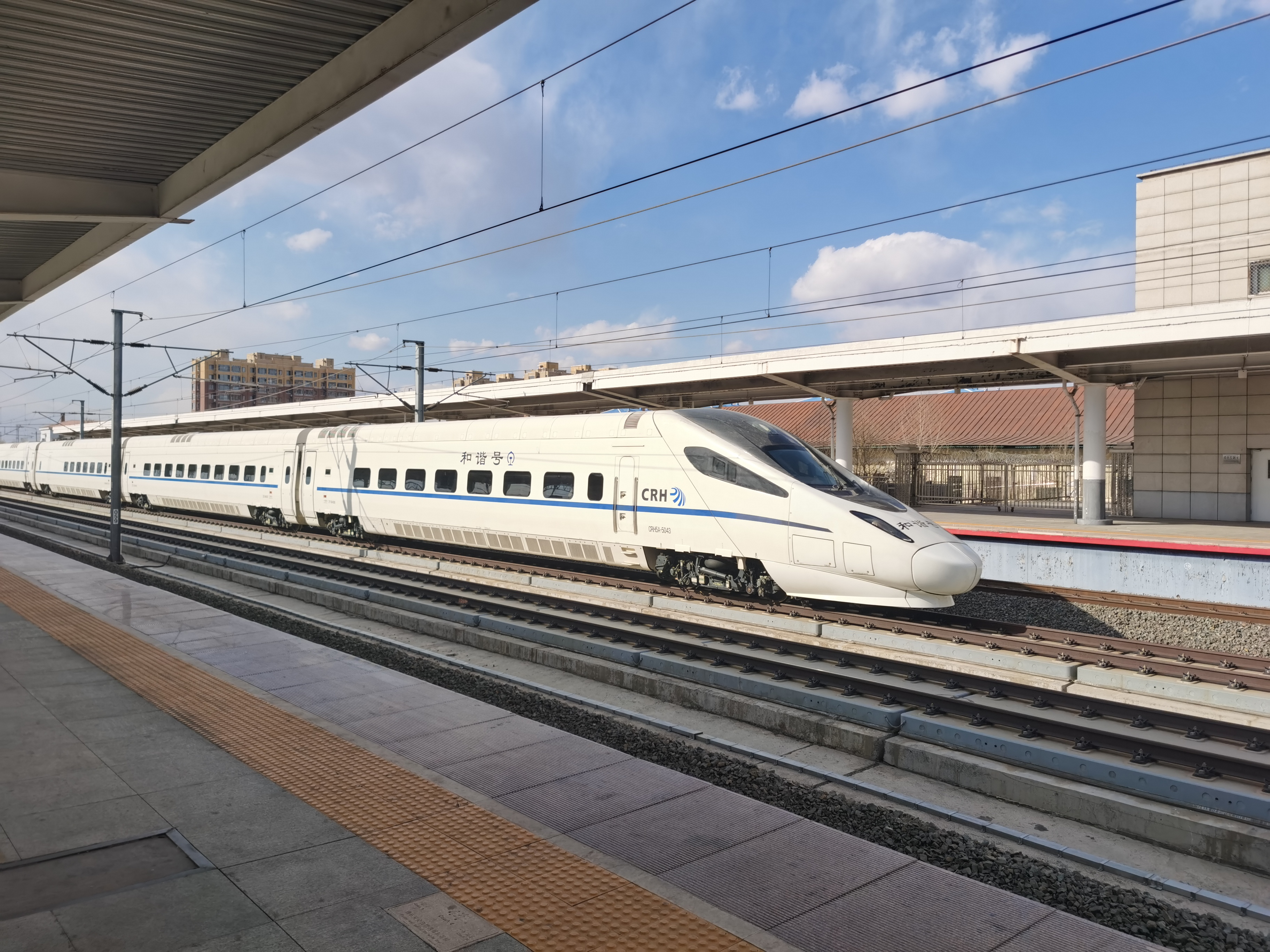
配属哈尔滨铁路局的CRH5A动车组于哈齐高铁安达站
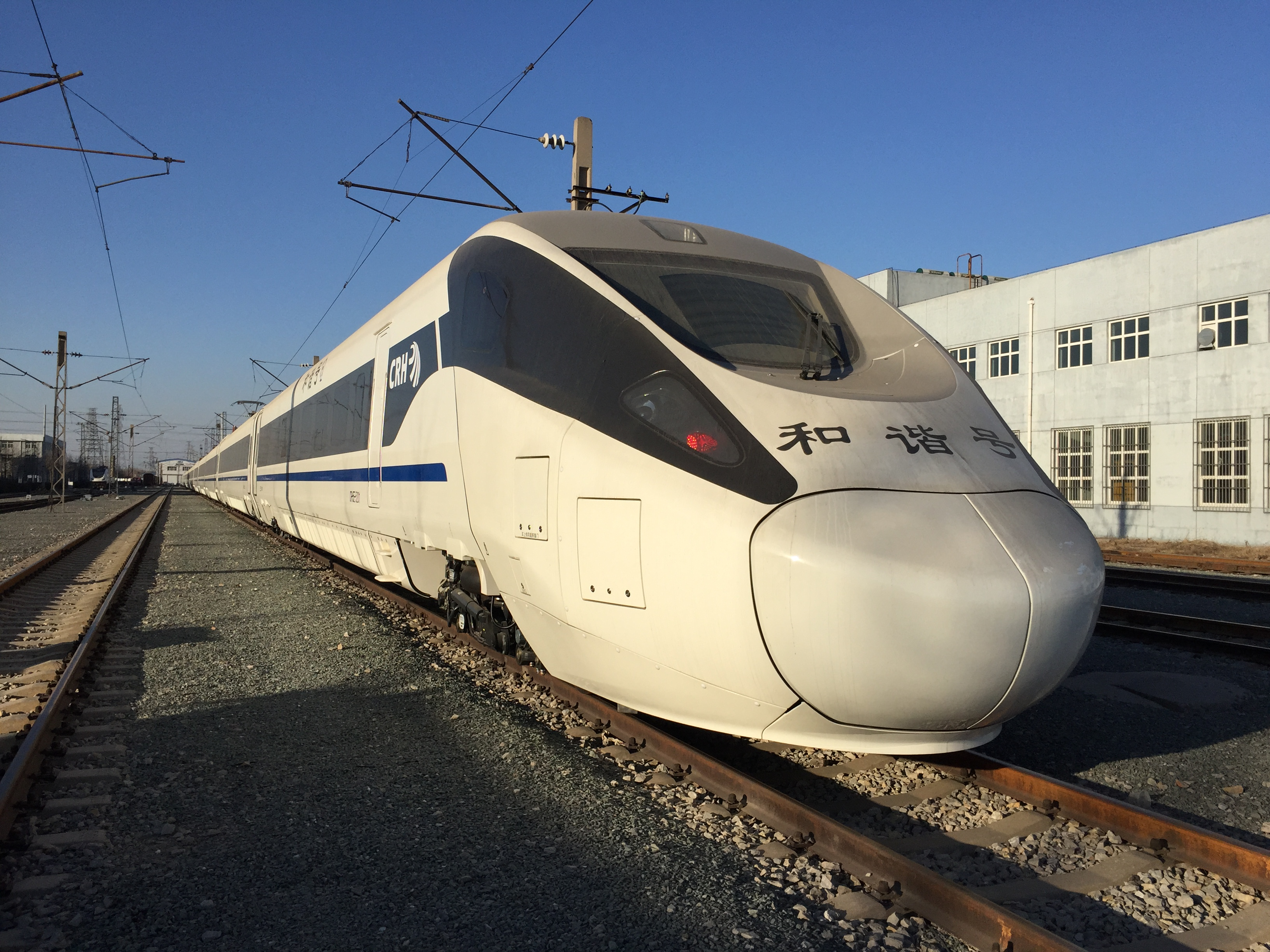
在环行铁道试验的CRH5E型卧铺动车组

## 配属概况
直至2017年9月，共有227组CRH5系列列车已经出厂，其中一辆为0号高速综合检测列车。
| 配属                    | 数量 | 动车组编号 | 运用所     | 备注 |
| ----------------------- | ---- | --- | ---------- | --- |
| CRH5A                   |      | |            | |
| 北京局集团              | 15   | 5021、5036、5037、5042、5063、5073、5076、5077、5115、5117、5118、5121、5134～5136                               | 北京北     | |
| 北京局集团              | 7    | 5028、5057、5061、5074、5103、5119、5120                                                                         | 石家莊     | |
| 兰州局集团              | 14   | 5018、5029、5078、5079、5091、5097、5100、5101、5104、5107～5110、5116                                           | 兰州西     | |
| 武汉局集团              | 5    | 5123～5127 | 漢口       | |
| 沈阳局集团              | 22   | 5014～5017、5026、5035、5039、5081、5082、5088、5089、5093、5094、5102、5105、5106、5111、5113、5114、5137～5139 | 瀋陽南     | |
| 沈阳局集团              | 4    | 5024、5038、5092、5112                                                                                           | 大連       | |
| 哈尔滨局集团            | 24   | 5019、5023、5030、5033、5041、5043、5056、5062、5064、5065、5067-5072、5090、5099、5128-5132、5140               | 哈爾濱西   | |
| 太原局集团              | 18   | 5025、5031、5032、5034、5040、5059、5060、5066、5075、5080、5083～5086、5095、5098、5122、5133                   | 太原       | |
| 太原局集团              | 6    | 5020、5022、5027、5058、5087、5096                                                                               | 大同南     | |
| 呼和浩特局集团          | 25   | 5001～5013、5044～5055                                                                                           | 呼和浩特东 | |
| CRH5G                   |      | |            | |
| 乌鲁木齐局集团          | 12   | 5183～5185、5195～5198、5200、5206、5207、5212、5214                                                             | 烏魯木齊   | |
| 兰州局集团              | 17   | 5148、5151、5191、5192、5194、5218～5229                                                                         | 蘭州西     | 5218～5229为增强型CRH5G |
| 兰州局集团              | 9    | 5147、5152、5193、5199、5209、5213、5215～5217                                                                   | 銀川       | |
| 青藏集团                | 10   | 5176～5182、5208、5210、5211                                                                                     | 西寧       | |
| 哈尔滨局集团            | 12   | 5143～5146、5153～5156、5158、5159、5186、5187                                                                   | 哈爾濱西   | |
| 沈阳局集团              | 24   | 5141、5142、5149、5150、5157、5160～5175、5188～5190                                                             | 長春       | 5170和5172的01車為優選一等/一等座合造車，配備9席優選一等座+32席一等座，優選一等座產品與CR400BF-AS/BS同款式座椅                                                                           |
| CRH5E                   |      | |            | |
| 乌鲁木齐局集团          | 2    | 5201、5202 | 乌鲁木齐   | 卧铺动车组，在中国国家铁道试验中心（东郊分院）试车后于2016年2月15日开赴沈阳皇姑屯动车所，然後闲置。 2019年1月27日起，担当北京-青岛北D335/336次列车。現改配烏魯木齊局，擔當日間臥代座車次 |
| CRH5J（原名为：CIT001） |      | |            | |
| 中国铁路总公司          | 1    | 0501 | 不適用     | 0号高速综合检测列车（车身颜色为黄色） |

## 列车编组[11]
车厢型号
- ZY：一等座車（First Class Coach）
- ZE：二等座車（Second Class Coach）
- ZYE：一等／二等座車（First／Second Class Coach）
- ZEC：二等座車／餐車（Second Class Coach／Dining Car）
- CA：餐車（Dining Car）
- WR：软卧车〔Soft Sleeper）

拉丁字母意思
- Z：Zuo（拼音），座，座车
- Y：Yi（拼音），一，一等
- E：Er（拼音），二，二等
- C/CA：Can（拼音），餐，餐车
- W：Wo（拼音），卧，卧车
- R：Ruan（拼音），软，软卧

### CRH5A / CRH5G
| 车厢号                                                     | 1                      | 2              | 3                      | 4              | 5              | 6                      | 7              | 8                      |
| 车型（CRH5A-5001～5012、5043～5053）                       | 二等座车               | 二等座车       | 二等座车               | 二等座车       | 二等座车       | 二等座车／餐车         | 二等座车       | 一等座车               |
| 车型（CRH5A-5013～5042、5054～5140）                       | 一等座车               | 二等座车       | 二等座车               | 二等座车       | 二等座车       | 二等座车／餐车         | 二等座车       | 一等座车               |
| 车型（CRH5G-5141～5169、5171、5173～5200、5206～5229）     | 一等座车               | 二等座车       | 二等座车               | 二等座车       | 二等座车／餐车 | 二等座车               | 二等座车       | 二等座车               |
| 车型（CRH5G-5170、5172）                                   | 優選一等／一等座车     | 二等座车       | 二等座车               | 二等座车       | 二等座车／餐车 | 二等座车               | 二等座车       | 二等座车               |
| 动力配置                                                   | 有动力，带驾驶室（Mc） | 有动力（M）    | 无动力，带受电弓（Tp） | 有动力（M）    | 无动力（T）    | 无动力，带受电弓（Tp） | 有动力（M）    | 有动力，带驾驶室（Mc） |
| 动力单元                                                   | 单元1（3M+1T）         | 单元1（3M+1T） | 单元1（3M+1T）         | 单元1（3M+1T） | 单元2（2M+2T） | 单元2（2M+2T）         | 单元2（2M+2T） | 单元2（2M+2T）         |
| 车辆编号（CRH5A-5001～5012、5043～5053）                   | CRH5A-50xx ZE 50xx01   | ZE 50xx02      | ZE 50xx03              | ZE 50xx04      | ZE 50xx05      | ZEC 50xx06             | ZE 50xx07      | CRH5A-0xx ZY 50xx00    |
| 定员                                                       | 74                     | 93             | 93                     | 93             | 93             | 42                     | 74             | 60                     |
| 车辆编号（CRH5A-5013～5042、5054～5140）                   | CRH5A-5xxx ZY 5xxx01   | ZE 5xxx02      | ZE 5xxx03              | ZE 5xxx04      | ZE 5xxx05      | ZEC 5xxx06             | ZE 5xxx07      | CRH5A-5xxx ZY 5xxx00   |
| 定员                                                       | 56                     | 90             | 90                     | 90             | 90             | 40                     | 74             | 56                     |
| 车辆编号（CRH5G-5141～5169、5171、5173～5200、5206～5229） | CRH5G-5xxx ZY 5xxx01   | ZE 5xxx02      | ZE 5xxx03              | ZE 5xxx04      | ZEC 5xxx05     | ZE 5xxx06              | ZE 5xxx07      | CRH5G-5xxx ZE 5xxx00   |
| 定员                                                       | 48                     | 90             | 90                     | 77             | 63             | 90                     | 90             | 65                     |
| 定员（CRH5G-5170、5172）                                   | 9+32                   | 90             | 90                     | 77             | 63             | 90                     | 90             | 65                     |

- xx：列车编号（5001—5200、5206—5229）

### CRH5E
| 车厢号   | 1                      | 2            | 3                      | 4           | 5           | 6                      | 7           | 8           | 9              | 10          | 11                     | 12          | 13          | 14                     | 15          | 16                     |
| 车型     | 二等座车               | 软卧车       | 软卧车                 | 软卧车      | 软卧车      | 软卧车                 | 软卧车      | 软卧车      | 餐車软卧合造车 | 软卧车      | 软卧车                 | 软卧车      | 软卧车      | 软卧车                 | 软卧车      | 二等座车               |
| 动力配置 | 有动力，带驾驶室（Mc） | 有动力（Mp） | 无动力，带受电弓（Tp） | 有动力（M） | 无动力（T） | 无动力，带受电弓（Tp） | 有动力（M） | 有动力（M） | 有动力（M）    | 有动力（M） | 无动力，带受电弓（Tp） | 无动力（T） | 有动力（M） | 无动力，带受电弓（Tp） | 有动力（M） | 有动力，带驾驶室（Mc） |
| 定员     | 55                     | 40           | 40                     | 40          | 40          | 40                     | 40          | 40          | 12             | 40          | 40                     | 40          | 40          | 40                     | 40          | 55                     |
| 车辆编号 | CRH5E-5xxx ZE 5xxx01   | WR 5xxx02    | WR 5xxx03              | WR 5xxx04   | WR 5xxx05   | WR 5xxx06              | WR 5xxx07   | WR 5xxx08   | WRC 5xxx09     | WR 5xxx10   | WR 5xxx11              | WR 5xxx12   | WR 5xxx13   | WR 5xxx14              | WR 5xxx15   | CRH5E-5xxx ZE 5xxx00   |

- xxx：列車編號（5201～5202）

## 技术数据[11]
- 编组形式：8辆编组，可两编组连挂运行（CRH5A/5G）/16辆编组（CRH5E）
- 动力配置：（3m+1T）+（2m+2T）
- 最高运营速度（km/h）：250
- 最高实验速度（km/h）：310
- 适应轨距（mm）：1435
- 适应站台高度（mm）：500~1200
- 传动方式：交直交
- 牵引功率（kW）：5500
- 编组长度（m）：211.5
- 车体形式：大型中空型材铝合金车体
- 气密性：车内压力从4kPa降到1kPa时间大于40s
- 空调系统：车顶单元式空调系统
- 转向架类型：二系空气弹簧摇枕转向架
- 转向架一系悬挂：双组钢弹簧双转臂定位+液压减振器
- 转向架二系悬挂：空气弹簧+橡胶堆
- 轴重（t）：≤17
- 轮径（mm）：890/810
- 固定轴距（mm）：2700
- 牵引变流器：IGBT水冷VVVF
- 牵引电动机：永济YJ87A（550 kW）x20
- 启动加速度（m/s2）：0.5
- 紧急制动距离（m）：≤2000（制动初速度200km/h）
- 辅助供电制式：三相AC380V，50 Hz；DC24V

## 评价
CRH5中国大陆是目前唯二可以停靠在低站台的高速动车组（另一款为CRH1），并且适应中国东北地区的低温，因此，CRH5很受哈尔滨局集团、沈阳局集团的青睐。
但据乘车者的反映，CRH5座椅舒适度较其它型号动车组逊色不少，且较早批次的车辆座椅不能旋转，容易造成背朝列车前进方向的乘客有不适，较后批次的车辆解决了这个问题。

## 重大事故
在CRH5投入试验时，曾经发生过刮弓事故，列车升双弓试验时前集电弓（以列车运行方向为准）全部刮断，事后捡拾集电弓的技术人员被撞身亡。
- 2008年12月24日晚，由重联的CRH5A型动车组担当的D131次列车在途经京广铁路河南鹤壁通过淇县站后不久，第二组列车发生制动故障导致列车无法缓解并抱闸运行，令转向架组件过热冒烟，以致京广线中断数小时。该列车已维修完毕并重新上路行驶。
- 2012年9月11日，配属沈阳铁路局沈阳动车段的CRH5-002A动车组，沈阳机务段沈阳动车车间司机担当天津西至沈阳北间D157次列车。15时29分列车运行至京秦铁路北京铁路局管内马柳站至杨各庄站间，速度158km/h时司机发现前方200m线路附近有羊群侵线，立即采取最大常用制动措施。列车降速过程中右侧与两只羊相撞。司机未立即采取紧急停车措施，而是将情况通知随车机械工程师。未停车检查情况下随车机械师通知司机缓解制动运行约5km后，15时32分在杨各庄站内停车。检查后发现动车组船型导流罩及半圆形底板严重受损脱落。16时24分杨各庄开车限速60km/h运行至山海关站更换热备动车组后继续运行。

## 外部連結
- 「High speed trainsets take shape」，Railway Gazette International，2005年8月1日
- 从动车组的数据看动车组 （页面存档备份，存于），海子铁路网，2006年9月8日
- 于意大利厂房组装中的CRH5型动车组 （页面存档备份，存于），海子铁路网，2006年3月21日
- CRH5型列车(组图) （页面存档备份，存于）
- CRH5型列车 （页面存档备份，存于）
- BVEHK CRH5中國鐵路高速動車組原型車阿爾斯通 SM3/New Pendolino簡介
- The first EMU Train arrived in China[永久]